# Abdul Rauf al-Kasm

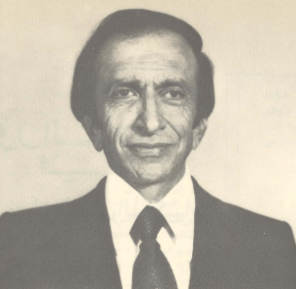
Abdul Rauf al-Kasm (1981)

Abdul Rauf al-Kasm (arabisch عبد الرؤوف الكسم, DMG ʿAbd ar-Raʾūf al-Kasm, * 1932) ist ein syrischer Architekt und Professor der Architektur an der Universität Damaskus. Er ist Mitglied der Baath-Partei sowie ihrer Nationalen Fortschrittsfront und war vom 9. Januar 1980 bis zum 1. November 1987 Ministerpräsident unter Staatspräsident Hafiz al-Assad. Nachdem er sein Amt verlassen hatte, diente er als Leiter des Nationalen Sicherheitsbüros der Baath-Partei in Syrien.
Abdul Rauf al-Kasm entstammt einer Klerikerfamilie aus Damaskus, welche während der Mandatszeit hohe Posten in der sunnitischen Geistlichkeit innehatte. Al-Kasm selbst promovierte in Architektur und Stadtplanung an der Universität Genf. Von 1979 bis 1980 diente Al-Kasm als Gouverneur der Hauptstadt.